# Томашиця (Хорватія)
45°36′ пн. ш. 17°00′ сх. д. / 45.60° пн. ш. 17.00° сх. д.
Томашиця (хорв. Tomašica) — населений пункт у Хорватії, в Б'єловарсько-Білогорській жупанії у складі міста Гарешниця.

## Населення
Населення за даними перепису 2011 року становило 365 осіб.
Динаміка чисельності населення поселення: